# Hausgeld (Wohnungseigentum)
Das Hausgeld ist eine aufgrund eines Wirtschaftsplans von Wohnungseigentümern geschuldete Vorschusszahlung, die an die Wohnungseigentümergemeinschaft zu zahlen ist.
Das Hausgeld dient zur Erfüllung der laufenden Verpflichtungen der Wohnungseigentümergemeinschaft aus Betriebs-, Instandhaltungs- und Verwaltungskosten des Gemeinschaftseigentums. Es wird aufgrund des Wirtschaftsplanes als in der Regel monatliche Vorauszahlung individuell von der Wohnungsverwaltung für die einzelnen Wohnungseigentümer anhand des jeweiligen Miteigentumsanteils oder eines anderen Verteilungsschlüssels festgesetzt. Dieser Wirtschaftsplan hat sowohl die einzelnen Kosten, die Einzelwirtschaftspläne für die einzelnen Wohnungen, den Verteilungsschlüssel als auch die Höhe der monatlichen Vorschüsse (Hausgeld) zu enthalten.

## Rechtsfragen
Den Wirtschaftsplan hat gemäß § 28 Abs. 1 WEG die WEG-Verwaltung jeweils für ein Kalenderjahr im Voraus aufzustellen. Die Wohnungseigentümer sind nach § 28 Abs. 2 WEG verpflichtet, nach Abruf durch den Verwalter auf den beschlossenen Wirtschaftsplan entsprechende Vorauszahlungen zu leisten. Der Verwalter ist nach § 27 Abs. 1 WEG berechtigt, alle Zahlungen und Leistungen zu bewirken und entgegenzunehmen, die mit der laufenden Verwaltung des gemeinschaftlichen Eigentums zusammenhängen. Nach § 16 Abs. 2 und 3 WEG ist jeder Wohnungseigentümer verpflichtet, die Lasten des gemeinschaftlichen Eigentums und die Kosten der Instandhaltung, der Verwaltung und des Gebrauchs der gemeinschaftlichen Anlagen nach einem festgelegten Verteilungsschlüssel zu tragen. Aufgrund des Wirtschaftsplans sind die Wohnungseigentümer verpflichtet, das Hausgeld an den Verband (zu Händen des Verwalters) zu zahlen. Hierbei spielt es keine Rolle, ob die Wohnung bewohnt wird oder leer steht.
Gelegentlich wird an Stelle von „Hausgeld“ auch der Begriff „Wohngeld“ benutzt, was zu Missverständnissen führen kann, weil Wohngeld nach dem Wohngeldgesetz einen staatlichen Zuschuss zu den Mietkosten bezeichnet. Gleichwohl verwendet beispielsweise der Bundesgerichtshof (BGH) – jedenfalls in jüngeren Entscheidungen – den Begriff Wohngeld.
Wechselt während des Abrechnungszeitraumes ein Wohnungseigentümer, so gilt gemäß § 566 BGB, dass der Veräußerer über die Betriebskosten abzurechnen hat, Nachzahlungsansprüche stehen dem Veräußerer zu. Für ein Guthaben des Mieters muss der Veräußerer einstehen. Im Falle eines Verwalterwechsels während des Abrechnungszeitraumes ist der neue Verwalter für die Abrechnung zuständig, die Abrechnungspflicht des ausgeschiedenen Verwalters erstreckt sich nur auf die Wirtschaftsjahre, die bei seinem Ausscheiden schon abgelaufen waren (§ 28 Abs. 3 WEG).

## Bestandteile des Hausgelds
Das Hausgeld deckt einerseits die Betriebskosten, die auf die Mieter umgelegt werden können (§ 1 BetrKV). Dazu gehören unter anderem Abfallentsorgung, Fahrstuhlwartung, Gartenpflege, Hausmeister, Hausstrom, Heizkosten bei Zentralheizung, Telekommunikationseinrichtungen (z. B. Kabelanschluss), Treppenhausreinigung, Wasser/Abwasser und Wohngebäudeversicherung. Nicht umlagefähiges Hausgeld sind andererseits die Instandhaltungsrücklage, die in der Jahresabrechnung gesondert darzustellen ist, und Kosten der Wohnungseigentumsverwaltung (§ 1 Abs. 2 BetrKV). Nicht zum Hausgeld gehört die – allerdings umlagefähige – Grundsteuer, für die jeder Wohnungseigentümer direkter Steuerschuldner ist. Die Wohnungseigentumsverwaltung ist Zahlungsempfänger des Hausgelds, das sie aufgrund des von ihr erstellten Wirtschaftsplanes an die Gläubiger weiterleitet. 

## Verteilungsschlüssel
Nach § 16 WEG ist der Verteilungsschlüssel grundsätzlich der Miteigentumsanteil. Ausgenommen hiervon sind jedoch die Heiz- und Warmwasserkosten, diese müssen nach der Heizkostenverordnung abgerechnet werden. Die Verwendung des Miteigentumsanteils kann allerdings zu einer ungerechten Verteilung der Lasten und auch zu Konflikten mit anderen Gesetzen führen. Das ist beispielsweise der Fall, wenn der Miteigentumsanteil nicht nach der Wohnfläche festgelegt wurde oder wenn auf Grundlage der Einzelabrechnung eine Betriebskostenabrechnung für den Mieter erstellt wird. Deswegen sind in der Regel in der Teilungserklärung mehrere Verteilungsschlüssel festgelegt.
Häufige verwendete Verteilungsschlüssel sind:
- der Verbrauch (wenn eine Verbrauchserfassung stattfindet; z. B. bei Wasser und Abwasser),
- die Anzahl der Wohnungen, z. B. bei Verwaltungskosten (hierzu gehören auch die Kosten des Geldverkehrs) oder Kabelanschluss,
- Flächenverhältnisse, z. B. Wohn-, Nutz-, Gewerbe- oder Gesamtfläche,
- der Miteigentumsanteil, meist gleichbedeutend mit der Wohn- bzw. Nutzfläche (für alle anderen Kostenarten und auch für die Zuführung zur Instandhaltungsrücklage).

Die Gestaltungsmöglichkeiten werden sinnvollerweise mit Rücksicht auf die individuelle Situation der Wohnungseigentümergemeinschaft genutzt. Eine absolute Verteilungsgerechtigkeit wird es aber selten geben. Der Verteilungsschlüssel musste bis 2007 durch Vereinbarung festgesetzt werden. Seit dem 1. Juli 2007 kann die Umstellung auf Verbrauchsabrechnung von der Wohnungseigentümergemeinschaft mit einfacher Mehrheit beschlossen werden.

## Wirtschaftliche Aspekte
Die Höhe des Hausgelds ist von Alter, Größe, Zustand und Ausstattung (z. B. Gemeinschaftseinrichtungen wie Schwimmbad) der Immobilie abhängig. Laut Hausgeld-Kostenspiegel lag es 2006 in Deutschland im Mittel bei 2,60 € pro m² pro Monat. Auf Grund der Inflation und des damit gestiegenen Preisniveaus, haben Eigentümer inzwischen eher mit Kosten zwischen 3,00 und 4,50 € pro Quadratmeter zu rechnen.

## Jahresabrechnung
Die Jahresabrechnung stellt nach Ablauf des Wirtschaftsjahres die tatsächlich angefallenen Einnahmen und Ausgaben gemäß § 28 Abs. 3 WEG zusammen. Dadurch ergibt sich ein Vergleich zum Wirtschaftsplan, so dass entweder Nachzahlungen oder Guthaben entstehen. Stellt sich während des laufenden Wirtschaftsjahres heraus, dass die Ansätze im Wirtschaftsplan nicht ausreichen werden, muss der Wirtschaftsplan ergänzt und eine Sonderumlage erhoben werden. Enthalten die Teilungserklärung oder der Verwaltervertrag keine Regelungen darüber, bis wann der Verwalter die Jahresabrechnung zu erstellen hat, muss er die Abrechnung innerhalb von 6 Monaten nach Ablauf der Abrechnungsperiode erstellen.